# Nizjnieje Sergi
Nizjnieje Sergi (Russisch: Нижние Серги) is een Russische stad ten westen van de Oeral in de Cis-Oeral aan de rivier de Serga (zijrivier van de Oefa; stroomgebied van Kama) op 120 kilometer ten zuidwesten van Jekaterinenburg. Het is een van de oudste balneologische kuuroorden van het Oeralgebied.

## Geschiedenis
De plaats werd gesticht in 1743 bij de bouw van de Nizjneserginskoje-fabriek voor de verwerking van ijzererts en gietijzer aan de Sergarivier. Vanaf de 19e eeuw bevond zich hier het bestuur van de vriendschapsorganisatie (investeringsfonds) van de Serginsk-Oefalej bergfabrieken. In 1943 kreeg Nizjnieje Sergi de status van stad. De naam van de stad stamt af van de Sergarivier (Nizjnieje = beneden de; "liggend aan de benedenloop van de Serga": staat tegenover Verchnieje Sergi). De hydroniem "Serga" komt uit het Zurjeens; "Ser" staat voor marter en "ga" voor rivier.

## Economie
De economie van de stad bestaat uit ferro-metaalindustrie (vooral voor GOS-landen) en houtkapbedrijven. Hiernaast zijn er in de regio rond de stad mineraalwaterbaden, een kuuroord aan het Montajevomeer en kunnen er wintersporten worden bedreven in het nabijgelegen skigebied.

## Geografie
De stad ligt op een licht heuvelachtige vlakte omringd door heuvels tot 350 meter. Het omvat een zeer groot gebied van 50 kilometer van zuid naar noord en 36 kilometer van oost naar west met een oppervlakte van 1900 km².

## Architectuur en cultuur
Nizjnieje Sergi is een klein provinciestadje met vrij smalle straten, parkjes en gebouwen uit de 19e eeuw. In de buurt bevinden zich een aantal natuurmonumenten als de bergen Orlov en Sjoenoet, een grot en een eikenbos.

## Demografie
| Ontwikkeling van het inwoneraantal |        |        |        |        |        |
| Jaar                               | 1959   | 1970   | 1979   | 1989   | 2002   |
| Bevolking                          | 14.200 | 14.500 | 15.500 | 14.900 | 12.600 |